# Kugelmühle (Windsbach)

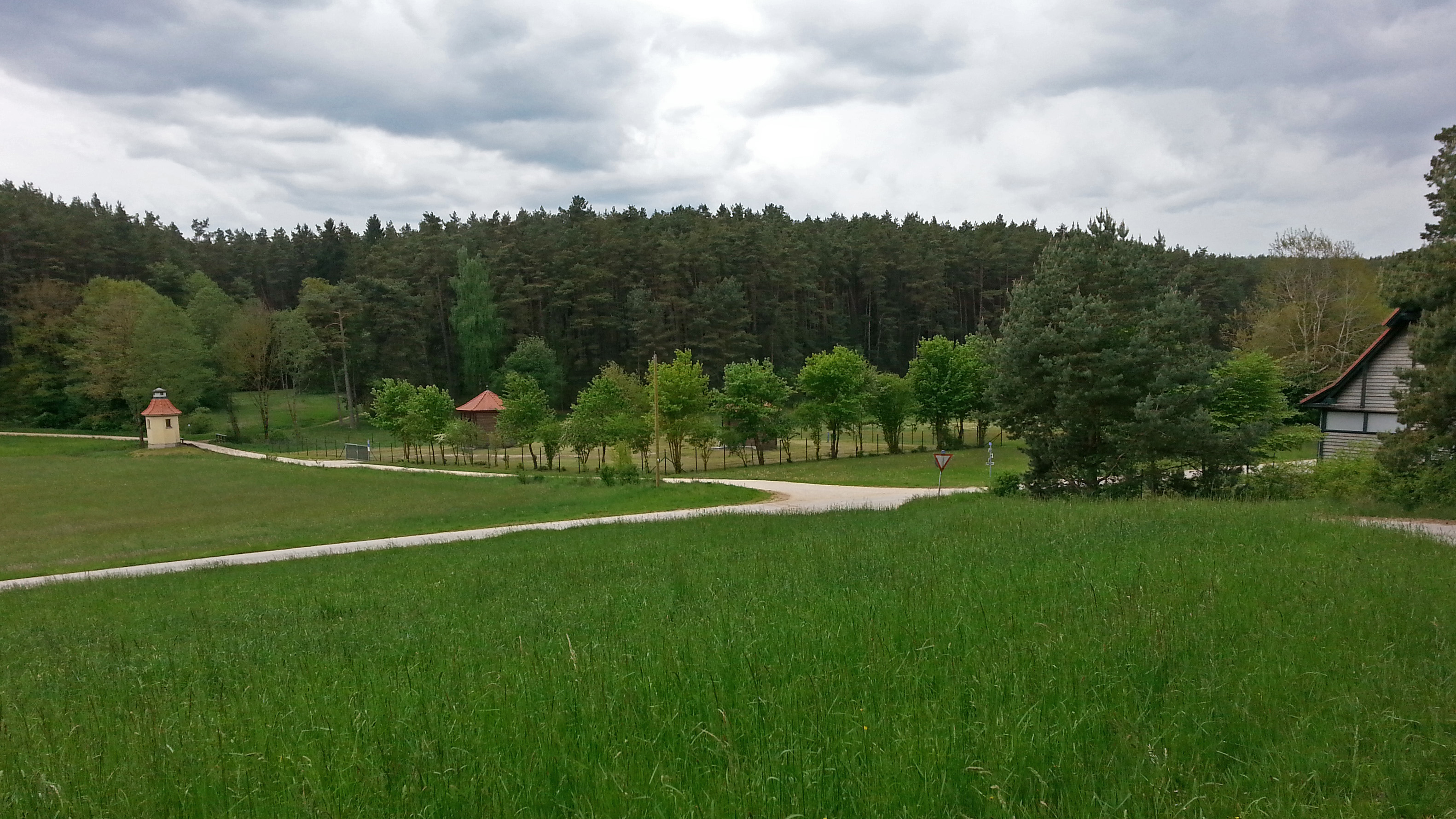
Auf dem Bild sind Gebäude der Wasserversorgung Ansbach zu sehen. Die Kugelmühle stand ein Stück weiter links.

Kugelmühle (fränkisch: Kuhgl-mil) ist ein Gemeindeteil der Stadt Windsbach im Landkreis Ansbach (Mittelfranken, Bayern). Mittlerweile (2012) ist es eine Wüstung. Kugelmühle lag in der Gemarkung Elpersdorf bei Windsbach.

## Geografie
In der Nähe der Einöde münden der Brunnenklingengraben und der Weihersbach (auch Bremenwiesbach genannt) als rechte Zuflüsse in den Erlbach (auch Eschenbach genannt), der wiederum ein rechter Zufluss der Fränkischen Rezat ist. Nördlich des Ortes beginnt das Waldgebiet Kummerstall. Der Wald war für die Elpersdörfer während des Dreißigjährigen Krieges ein Zufluchtsort und erhielt von daher diesen Namen.

## Geschichte
Die Kugelmühle wurde 1705 am Erlbach erbaut und als Mahl- und Schneidemühle betrieben. Benannt wurde sie nach einem Kugelplatz (Kegelplatz), der sich dort befand. Am 1. Mai 1716 brannte die Mühle ab, wurde aber im gleichen Jahr wieder aufgebaut. 1732 wurde sie in der Vetterschen Oberamtsbeschreibung als „Kugel Mühl“ erstmals namentlich erwähnt. Eventuell stand vor dem Dreißigjährigen Krieg an gleicher Stelle die Schwadermühle, die allerdings vollständig zerstört wurde.
Gegen Ende des 18. Jahrhunderts gehörte die Kugelmühle zur Realgemeinde Elpersdorf. Sie hatte das brandenburgisch-ansbachische Kastenamt Windsbach als Grundherrn. Unter der preußischen Verwaltung (1792–1806) des Fürstentums Ansbach erhielt die Kugelmühle bei der Vergabe der Hausnummern die Nr. 23 des Ortes Elpersdorf. Von 1797 bis 1808 unterstand der Ort dem Justiz- und Kammeramt Windsbach.
Im Rahmen des Gemeindeedikts wurde Kugelmühle dem 1808 gebildeten Steuerdistrikt Mitteleschenbach und der 1810 gegründeten Ruralgemeinde Mitteleschenbach zugeordnet. Mit dem Zweiten Gemeindeedikt (1818) wurde Kugelmühle in die neu gebildete Ruralgemeinde Elpersdorf umgemeindet. Im Zuge der Gebietsreform in Bayern wurde diese am 1. Januar 1972 nach Windsbach eingemeindet. Nachdem die letzte Bewohnerin krankheitsbedingt ausgezogen war, scheiterten die Versuche zur Vermietung oder zum Verkauf wohl an den Auflagen der Stadt und des Denkmalschutzes. Die Stadt Ansbach erwarb die Mühle und ließ sie 2012 abreißen. Hierzu wurde der Denkmalschutz (Ensembleschutz) aufgehoben. Inzwischen ist von der Kugelmühle nichts mehr erhalten.

### Bau- und Bodendenkmäler
- Zweigeschossige Wassermühle vom Anfang des 18. Jahrhunderts mit zweigeschossigem Giebel.[13]
- Ca. 600 Meter nordwestlich der Kugelmühle befinden sich mehrere Grabhügel mit Scherben- und Bronzeresten, die aus der Hallstattzeit stammen.[14]

### Einwohnerentwicklung
| Jahr      | 001818 | 001840 | 001861 | 001871 | 001885 | 001900 | 001925 | 001950 | 001961 | 001970 | 001987 |
| Einwohner | 6      | 9      | 7      | 8      | 9      | 10     | 8      | 5      | 7      | 5      | 1      |
| Häuser    | 1      | 1      |        |        | 1      | 1      | 1      | 1      | 1      |        | 1      |
| Quelle    | [ 16 ] | [ 17 ] | [ 18 ] | [ 19 ] | [ 20 ] | [ 21 ] | [ 22 ] | [ 23 ] | [ 24 ] | [ 25 ] | [ 26 ] |

## Religion
Der Ort war evangelisch-lutherisch geprägt und nach St. Margareta (Windsbach) gepfarrt. Die Einwohner römisch-katholischer Konfession waren nach St. Bonifatius (Windsbach) gepfarrt.